# NGC 4244
NGC 4244 (Caldwell 26) は、りょうけん座にある真横を向いた渦巻銀河。銀河系を含む局所銀河群に近い位置にあるM94銀河群の一部である。
視等級は+10.2/+10.6である。近くには、裸眼で見えるG型主系列星りょうけん座β星や棒渦巻銀河NGC 4151、不規則銀河NGC 4214がある。赤方偏移は+243または493 km/sで、地球からは650万光年または1400万光年離れている。銀河の中心部の核領域には、星団が存在している。銀河ハローが観測されている。